# Champi-Tortu
Champi-Tortu er en fransk stumfilm fra 1921 af Jacques de Baroncelli.

## Medvirkende
- Pierre Alcover
- René Alexandre
- Paul Duc
- Henri Janvier
- Paul Jorge
- Maria Kouznetzoff
- André René
- Madame Trefeuil